# Duets (альбом Хелен Меррилл и Рона Картера)
Duets — студийный альбом американской певицы Хелен Меррилл и басиста Рона Картера, выпущенный в 1989 году на лейбле EmArcy Records.

## Отзывы критиков
| Оценки критиков                            | Оценки критиков |
| Источник                                   | Оценка          |
| ------------------------------------------ | --------------- |
| AllMusic                                   | [ 1 ]           |
| The Encyclopedia of Popular Music          | [ 2 ]           |
| MusicHound Jazz: The Essential Album Guide | [ 3 ]           |
| The Rolling Stone Jazz & Blues Album Guide | [ 4 ]           |

Ли Джеск из Cash Box написал: «Хелен Меррилл — мастер интимного вокала — мурлычет баллады прямо вам в ухо, и это не может быть намного интимнее, чем большой, упругий бас Рона Картера и небольшие порции перкуссии. Завораживающий набор стандартов». Также Джеск поместил его в свою десятку лучших альбомов 1989 года.
Критик AllMusic Скотт Яноу написал: «Разнообразия не так уж много, и голос Меррилл в других местах звучал сильнее, но их версии „I Fall in Love Too Easily“, „A Child Is Born“, „Autumn Leaves“ и „There Is No Greater Love“ запоминаются. Безусловно, нельзя не восхищаться постоянным желанием Меррилл рисковать в своих записях». Сюзан Берловиц из MusicHound Jazz: The Essential Album Guide заметила, что бас и голос образуют естественную акустическую пару, причём два музыканта взаимодействуют с изяществом и легкостью.

## Список композиций
1. «I Fall in Love Too Easily» (Джул Стайн, Сэмми Кан) — 3:11
2. «A Child Is Born» (Тед Джонс, Алек Уайлдер) — 5:35
3. «Come Home Again» (Торри Зито, Хелен Меррилл) — 2:30
4. «Little Waltz» (Рон Картер) — 4:21
5. «You and the Night and the Music» (Артур Шварц, Говард Дитц) — 2:20
6. «Autumn Leaves» (Жозеф Косма, Жак Превер, Джонни Мерсер) — 2:48
7. «Come Rain or Come Shine» (Гарольд Арлен, Джонни Мерсер) — 2:34
8. «In a Mellow Tone» (Дюк Эллингтон, Милт Габлер) — 2:49
9. «The Summer Knows» (Мишель Легран, Алан Бергман, Мэрилин Бергман) — 3:26
10. «There Is No Greater Love» (Ишем Джонс, Марти Саймс) — 4:05
11. «Lover Man» (Джимми Дэвис, Рам Рамирес, Джеймс Шерман) — 5:00
12. «My Funny Valentine» (Ричард Роджерс, Лоренц Харт) — 4:17
13. «I Don’t Stand a Ghost of a Chance with You» (Виктор Янг, Бинг Кросби, Нед Вашингтон) — 6:17

## Участники записи
- Аранжировка, контрабас, продюсер — Рон Картер
- Вокал — Хелен Меррилл
- Звукорежиссёр — Руди Ван Гелдер
- Исполнительный продюсер — Киёси Кояма
- Музыкальное сопровождение — Рэй Галлон
- Перкуссия — Виктор Си-Юэн